# Етельберт II (король Кенту)
Етельберт ІІ (давн-англ. Æthelbert, Æthelberct, Æþelberht, Æðelbriht, Æðelbyrht; ? —762) — король Кенту у 725—762 роках.

## Життєпис
Походив з династії Ескінгів. Син Вітреда, короля Кенту, та Кінегити. Про дату народження нічого невідомо. Замолоду допомагав батькові в керуванні державою. У 695 році призначено підкоролем Західного Кенту. 724 році визнано головним спадкоємцем трону (відома відповідна грамота Вітреда).
У 725 році після смерті Вітреда став правити разом з братами Едбертом та Елфріком. Після смерті останнього десь наприкінці 720-х роках розділив владу з Едбертом I, передавши тому Західний Кент. Утім у 731 році брати зазнали поразки й вимушені були визнати зверхність Етельбальда, короля Мерсії.
747 році був присутній на великому церковному соборі. У 748 році після смерті Едберта I став одноосібним королем Кенту. Втім невдовзі зробив свого небожа Ердвульфа правителем Західного Кенту.
У 752 році після поразки Мерсії у війні проти Вессексу, зумів здобути незалежність для Східного Кенту, де правив. У подальшому приділяв увагу розбудові держави, надавав багаті дарунки церкві. Помер у 762 році. У Східному Кенті став володарювати син Едберт II.

## Родина
- Едберт, король Кенту з 762 року
- Еґберт, король Кенту у 765—785 роках
- донька (ім'я невідоме), дружина Елмунда, короля Кенту